# Воинское кладбище № 13 (Цеклин)

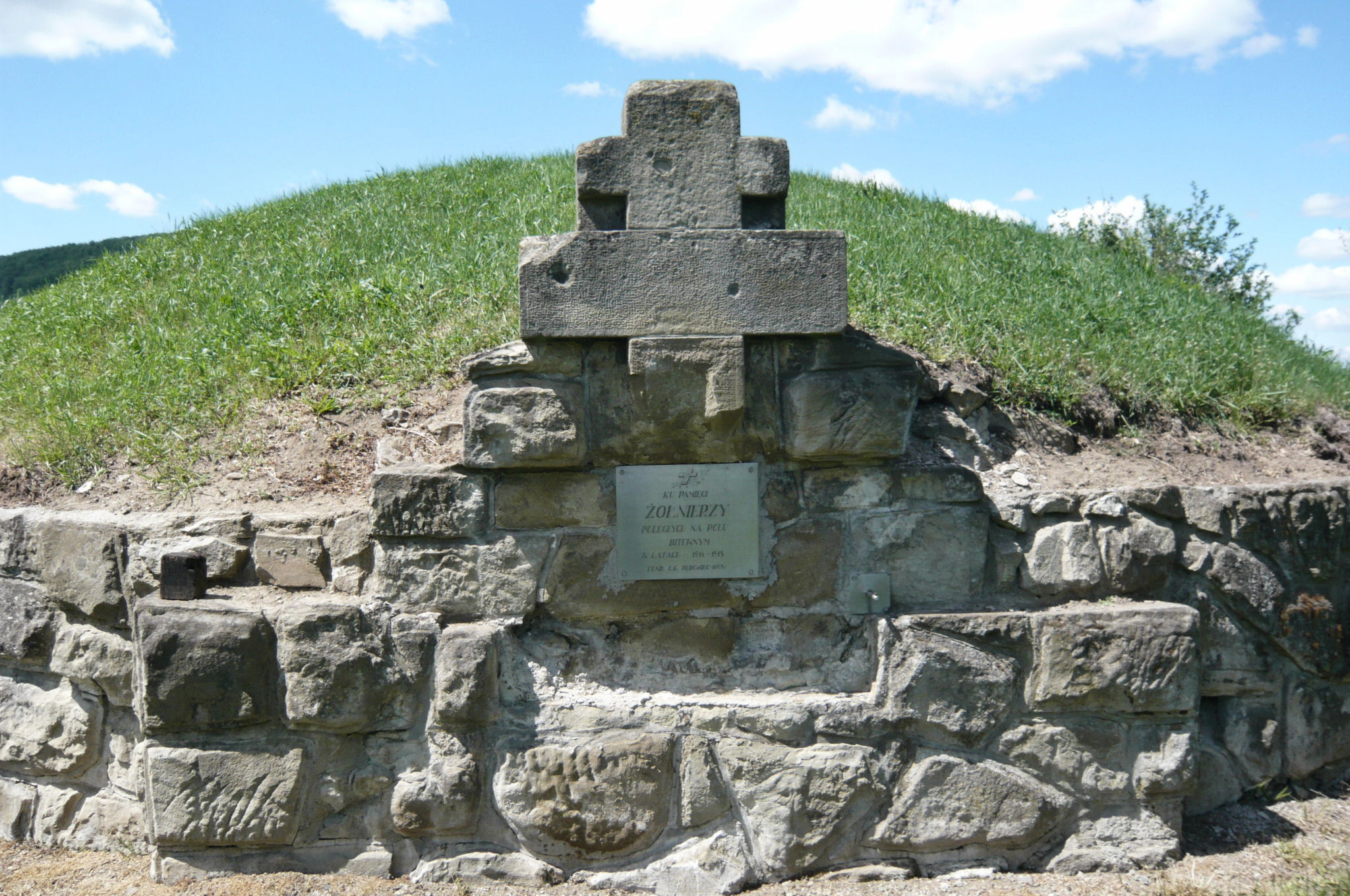
Фрагмент могилы

Воинское кладбище № 13 — Цеклин (пол. Cmentarz wojenny nr 13 - Cieklin ) — воинское кладбище, находящееся в окрестностях села Цеклин, Ясленский повят, Подкарпатское воеводство. Кладбище входит в группу Западногалицийских воинских захоронений времён Первой мировой войны. На кладбище похоронены военнослужащие Российской армий, погибшие во время Первой мировой войны 4 мая 1915 года во время «Битвы за Цеклин».

## История
Кладбище было построено Департаментом воинских захоронений К. и К. военной комендатуры в Кракове в 1915 году по проекту немецкого архитектора Иоганна Ягера. На кладбище площадью 79 квадратных метра находится 1 братская могила, в которыо похоронены 50 русских солдат.
В 1992 году кладбище было отремонтировано и сегодня находится в хорошем состоянии.

## Описание
Братская могила в виде округлого кургана, обнесённого каменной кладкой, располагается в 150 метрах от асфальтированной дороги.

## Источник
- Oktawian Duda: Cmentarze I wojny światowej w Galicji Zachodniej. Warszawa: Ośrodek Ochrony Zabytkowego Krajobrazu, 1995. ISBN 83-85548-33-5.